# Asota jabensis
Asota jabensis är en fjärilsart som beskrevs av Jacob Hübner 1816. Asota jabensis ingår i släktet Asota och familjen nattflyn. Inga underarter finns listade i Catalogue of Life.